# Badge engineering

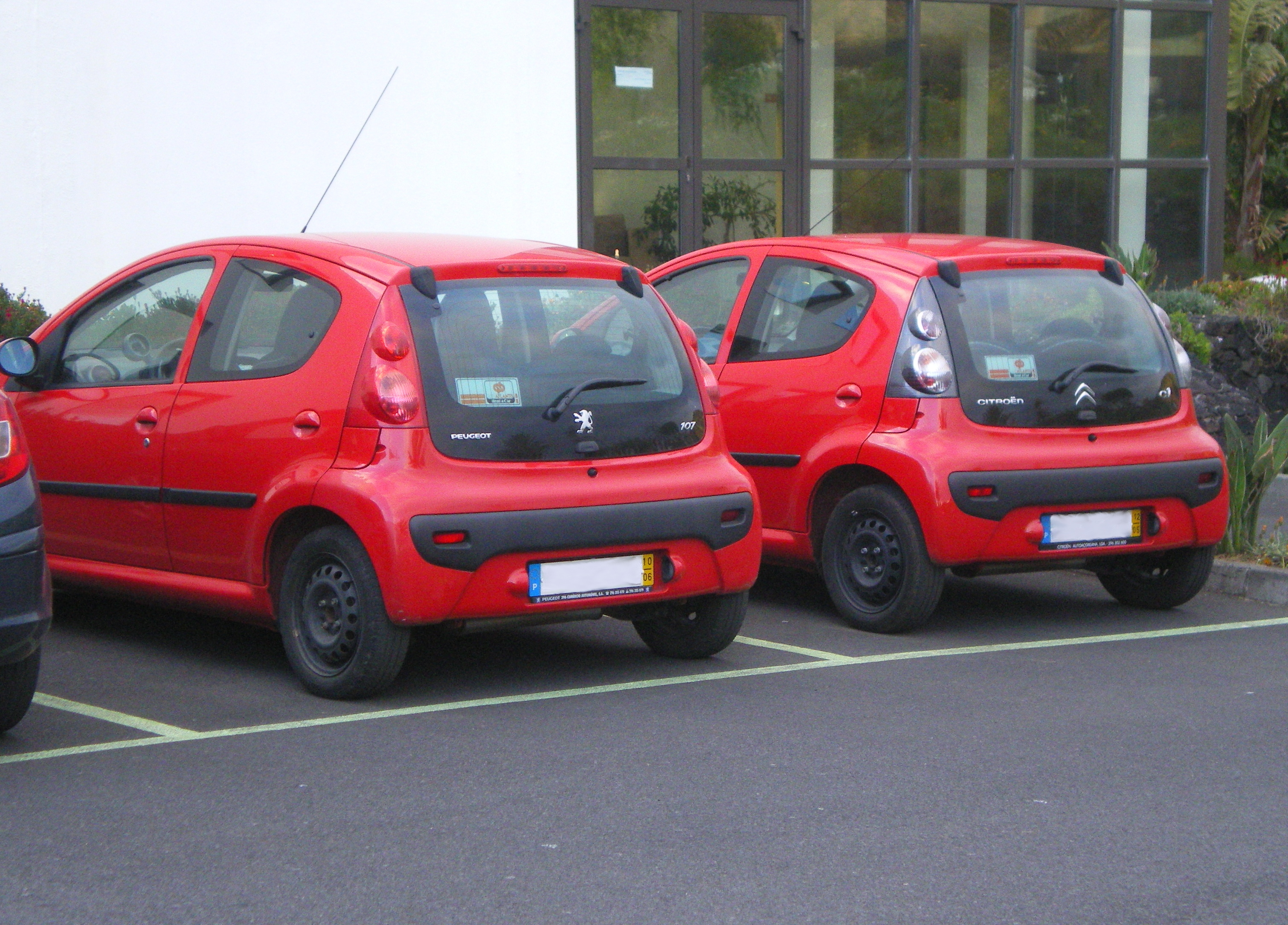
Raffronto tra una Peugeot 107 e una Citroën C1, costruite dal Gruppo PSA condividendone il processo produttivo, e differenziandosi solo per il marchio e pochi dettagli esterni

Il termine badge engineering, anche noto come rebadging, definisce la commercializzazione di un medesimo prodotto con marchi differenti. È una strategia di mercato applicata nel campo dell'industria alimentare, elettronica e soprattutto automobilistica.

## Contesto
Una tipica situazione in cui il badge engineering viene attuato è, per esempio, quella in cui è presente una joint venture tra delle aziende; altri esempi possono essere il caso di una compagnia che possiede altre imprese che commercializzano lo stesso tipo di prodotto, oppure quando la produzione di un manufatto è concessa su licenza da un'altra azienda. L'obiettivo del badge engineering è, insomma, quello di risparmiare sui costi di progettazione e di sviluppo del prodotto.
In caso di badge engineering nell'industria automobilistica, le differenze tra un modello di vettura e l'altro è spesso minima, e si riduce molte volte a dettagli estetici o tecnici. Il badge engineering non va confuso, in ambito automobilistico, con la condivisione del pianale tra autovetture; in questo caso, infatti, i veicoli in questione hanno in comune la piattaforma, ma sono molto spesso modelli completamente differenti a livello di carrozzeria e stile.